# سوريا الجنوبية (جريدة)
سوريا الجنوبية، هو اسم جريدة نشرها المحامي محمد حسن البديري في القدس في بدايات أيلول (سبتمبر) 1919، رأس تحريرها عارف العارف بمساهمة الحاج أمين الحسيني وآخرين.
في ذلك الوقت، كان مصطلح سورية الجنوبية يستخدم للإشارة إلى وضع سياسي يدعم قومية سوريا الكبرى وقد ارتبط بالمملكة التي وعد الإنجليز الهاشميين بها أثناء الحرب العالمية الأولى. بعد الحرب حاول الأمير الهاشمي فيصل الأول تأسيس دولة عموم سوريا أو المشرق العربي (أي دولة تضم لبنان وفلسطين وإمارة شرق الأردن وسوريا بحيث تكون فلسطين محافظة من سوريا الجنوبية). كان من المفترض أن تتحد هذه المملكة مع مناطق الهاشميين الأخرى في الحجاز والعراق، ما يسهم إلى حد كبير في تحقيق طموحات القومية العربية. ومع ذلك كان موقف الأمير حرجاً بسبب الوعود التي قطعها البريطانيون لعدة أطراف (أنظر اتفاقية سايكس بيكو ووعد بلفور) وقد تسببت هذه الوعود في تحطيم سوريا المستقلة على يد فرنسا عام 1920 واحتلال اليهود لفلسطين.
تبنّت صحيفة «سوريا الجنوبية» فكرة «عموم سوريا» مع فكرة الوحدة العربية والمواقف الفلسطينية السياسية الوطنية. لم تكن تلك المواقف متناقضة في ذلك الوقت بل كان يدعم بعضها بعضاً. ومع اختفاء مملكة فيصل السورية، فقدت فكرة «عموم سوريا» الدعم، وركزت الصحيفة على القومية الفلسطينية وعارضت حكم المملكة المتحدة والهجرة الصهيونية، قبل قمع السلطات البريطانية لانتفاضة موسم النبي موسى.
من أهم من كتب فيها رأفت الدجاني وصليبا الجوزي وعمر الصالح البرغوثي وعارف العارف. توقفت عن الصدور في تموز 1920.

## وصلات خارجية
- يضم هذا المجلد الأعداد 1 إلى 63 من جريدة سوريا الجنوبية الصادرة خلال سنتها الأولى ما بين 8 أيلول 1919 وحتى 11 حزيران 1920، وهي كما جاء في وصفها جريدة عربية سياسية حرة كانت تصدر مرتين في الأسبوع مؤقتا